# Az Oregoni Egyetem nevezetes hallgatóinak listája
Az alábbi listán az Oregoni Egyetem nevezetes hallgatói szerepelnek.

## Bölcsészettudományok és történelem
- Angela Yang, a Kínai Amerikai Könyvtárosok Szövetségének elnöke[1]
- Brian Swimme, a California Institute of Integral Studies oktatója[2]
- Dennis Jenkins, régész[3]
- Fredrik Logevall, Pulitzer-díjas történész[4]
- Huping Ling, történészprofesszor[5]
- LaWanda Cox, történész[6]
- Nicholas V. Riasanovsky, a Kaliforniai Egyetem (Berkeley) professor emeritusa[7]

## Egyetemi vezetők
- Asher Cohen, a Jeruzsálemi Héber Egyetem rektora[8]
- Gene Block, a UCLA kancellárja[9]
- Joseph Robertson, az Oregoni Egészségtudományi Egyetem rektora[10]
- Karen L. Gould, a Brooklyni Főiskola rektora[11]
- Lee Bollinger, a Columbia Egyetem és a Michigani Egyetem rektora[12]
- Neil Snider, a Trinity Western Egyetem rektora[13]
- Robert Helsley, a Brit Columbia-i Egyetem üzleti iskolájának dékánja[14]
- Victor Pierpont Morris, az Oregoni Egyetem ideiglenes rektora[15]

## Építészet
- Brad Cloepfil, az Allied Works Architecture alapítója[16]
- Cuj Jüe-csün, vitatott tevékenységű kínai építész[17]
- DeNorval Unthank Jr., portlandi építész[18]
- Howard Backen, a BAR Architects és a Backen, Gillam & Kroeger alapítója[19]
- Jason F. McLennan, a McLennan Design vezérigazgatója[20]}
- Johnpaul Jones, az első építész, aki elnyerte a Nemzeti Bölcsészettudományi Érmet[21]
- Margo Grant Walsh, a Gensler alelnöke[22]
- Mel Streeter, seattle-i építész, kosárlabdázó[23]
- Muzharul Islam, bangladesi építész[24]
- Rick Mather, a Rick Mather Architects alapítója[25]
- Sarah Susanka, a The Not so Big House szerzője[26]
- Tinker Hatfield, a Nike építésze[27]
- Thomas Hubka, építész[28]

## Hadsereg
- Charles C. Pixley, altábornagy[29]
- Creed C. Hammond, vezérőrnagy[30]
- David E. Jeremiah, tengernagy[31]
- Donald Malarkey, őrmester[32]
- George L. Bartlett, dandártábornok[33]
- Gordon Arthur Stanley, főhadnagy[34]
- Herbert B. Powell, tábornok[35]
- James B. Thayer, dandártábornok[36]
- Mary Josephine Shelly, ezredes[37]
- Raymond F. Rees, vezérőrnagy[38]
- Rodger W. Simpson, ellentengernagy[39]
- Tammy Smith, dandártábornok[40]
- William B. Rosson, tábornok[41]
- William E. Birkhimer, Medal of Honor-kitüntetett[42]

## Jog és közigazgatás

### Államelnökök
- Dinesh Gunawardena, Srí Lanka miniszterelnöke[43]
- Hilda Heine, a Marshall-szigetek elnöke[44]

### Bírók
- Alfred Goodwin (Oregoni Legfelsőbb Bíróság)[45]
- Ann Aiken (körzeti bíróság)[46]
- Arthur D. Hay (Oregoni Legfelsőbb Bíróság)[47]
- Bert E. Haney (Oregoni Fellebbviteli Bíróság)[48]
- David Schuman (Oregoni Fellebbviteli Bíróság)[49]
- David V. Brewer (Oregoni Legfelsőbb Bíróság)[45]
- Earl C. Latourette (Oregoni Legfelsőbb Bíróság, főbíró)[45]
- Edward Fadeley (Oregoni Legfelsőbb Bíróság)[50]
- Edwin J. Peterson (Oregoni Legfelsőbb Bíróság, főbíró)[45]
- Harold J. Warner (Oregoni Legfelsőbb Bíróság, főbíró)[45]
- Helen J. Frye (körzeti bíróság)[51]
- Hollie Pihl (körzeti bíróság)[52]
- Jacob Tanzer (Oregoni Legfelsőbb Bíróság)[53]
- Jim Jones (Idahói Legfelsőbb Bíróság)[54]
- John Hugh McNary (Oregoni Körzeti Bíróság)[45]
- Malcolm F. Marsh (körzeti bíróság)[55]
- Martha Lee Walters (Oregoni Legfelsőbb Bíróság)[45]
- Oliver P. Coshow (Oregoni Legfelsőbb Bíróság, főbíró)[45]
- R. William Riggs (Oregoni Legfelsőbb Bíróság)[56]
- Richard Unis (Oregoni Legfelsőbb Bíróság)[57]
- Robert C. Belloni (körzeti bíróság)[58]
- Robert S. Bean (Oregoni Legfelsőbb Bíróság)[45]
- Thomas Tongue (Oregoni Legfelsőbb Bíróság)[45]
- Walter C. Winslow (Oregoni Legfelsőbb Bíróság, pro tempore)[59]
- William G. East (körzeti bíróság)[60]

### Diplomaták
- Carol Boyd Hallett, az USA Bahama-szigeteki nagykövete[61]
- George Edward Glass, az USA portugáliai nagykövete[62]
- Kent M. Wiedemann, az USA kambodzsai nagykövete[63]
- Macuoka Jószuke, Japán külügyminisztere, háborús bűnös[64]
- Michael Retzer, az USA tanzániai nagykövete[65]
- Terence McCulley, az USA elefántcsontparti, nigériai és mali nagykövete[66]
- Victor L. Tomseth, az USA laoszi nagykövete[67]
- Witold Waszczykowski, lengyel külügyminiszter, Lengyelország iráni nagykövete[68]

### Képviselők
- A. Walter Norblad (képviselő, Oregon)[69]
- Alexander G. Barry (szenátor, Oregon)[70]
- Alfred E. Reames (szenátor, Oregon)[70]
- Ben Westlund (szenátor, Oregon)[71]
- Clark W. Thompson (képviselő, Texas)[72]
- Clifton N. McArthur (képviselő, Oregon)[73]
- Edith Green (képviselő, Oregon)[70]
- Edwin Durno (képviselő, Oregon)[70]
- Emery Barnes, a Brit Columbia-i képviselőház szóvivője[18]
- Franklin F. Korell (képviselő, Oregon)[70]
- Fred Risser (képviselő, Wisconsin)[74]
- Frederick Steiwer (szenátor, Oregon)[75]
- Frederick W. Mulkey (szenátor, Oregon)[70]
- Greg Walden (képviselő, Oregon)[76]
- Hara Kenzaburo, Japán második leghosszabb ideig hivatalban lévő képviselője[77]
- Harris Ellsworth (képviselő és szenátor, Oregon)[70]
- Homer D. Angell (képviselő, Oregon)[70]
- Howard C. Nielson (képviselő, Utah)[78]
- James F. Lloyd (képviselő, Kalifornia)
- Jefferson Smith, aktivista[79]
- Jim Battin (szenátor, Kalifornia)[80]
- Jimmy Weaver (képviselő, Oregon)[81]
- Maurine Neuberger, Oregon első szenátornője[70]
- Nancie Fadeley (képviselő, Oregon)[82]
- Paul Simon (szenátor, Illinois)[70]
- Pete Simpson (képviselő, Wyoming)[83]
- Peter DeFazio (képviselő, Oregon)[70]
- Peter Fonseca, kanadai parlamenti képviselő[84]
- Richard L. Neuberger (szenátor, Oregon)[85]
- Ron Packard (képviselő, Kalifornia)[86]
- Ron Wyden (képviselő és szenátor, Oregon)[70]
- Suzanne Bonamici (képviselő, Oregon)[70]
- Verne Duncan (szenátor, Oregon)[87]
- Walt Brown (szenátor, Oregon)[88]
- Wendell Wyatt (képviselő, Oregon)[70]
- William A. Ekwall, bíró, a kongresszus tagja[89]
- William Roth (képviselő és szenátor, Delaware)[70]

### Kormányzók
- John Kitzhaber, Oregon kormányzója[90]
- Julius Meier, Oregon kormányzója[90]
- Leonard B. Jordan, Idaho kormányzója, szenátor[91]
- Neil Goldschmidt, Oregon kormányzója és Portland polgármestere[90]
- Robert D. Holmes, Oregon kormányzója[90]
- Tina Kotek, Oregon kormányzója[92]
- Tom McCall, Oregon kormányzója, riporter[90]
- Paul L. Patterson, Oregon kormányzója, az állami szenátus vezetője[90]
- Victor Atiyeh, Oregon kormányzója[90]

### Polgármesterek
- Alan Lowe (Kanada, Victoria)[93]
- Charles Royer (Washington, Seattle)[94]
- Connie McCready (Oregon, Portland)[95]
- Ivor Dent (Kanada, Edmonton)[96]
- John Ssebaana Kizito (Uganda, Kampala)[97]
- Marko Dapcevich (Alaszka, Sitka)[98]
- Ryan Coonerty (Kalifornia, Santa Cruz)[99]
- Sam Adams (Oregon, Portland)[100]
- Tom Hughes (Oregon, Hillsboro)[101]

### Egyéb
- Aisha al-Mana, szaúd-arábiai nőjogi aktivista[18]
- Betty Gram Swing, női választójogi aktivista[18]
- Donald P. Hodel, a Reagan-kormány energia- és belügyminisztere[102]
- Ellen Rosenblum, Oregon államügyésze[103]
- Hardy Myers, Oregon államügyésze[104]
- Jaszui Minoru, a japán-amerikaiak jogaiért harcoló aktivista[105]
- Mabel Byrd, polgárjogi aktivista[18]
- Nguyễn Thiện Nhân, Ho Si Minh-város de facto vezetője[106]
- Peter Buxtun, leleplező[18]
- Richard James Kerr, a CIA ügyvezetője[107]
- Robert Y. Thornton, Oregon államügyésze[108]
- Ryan Zinke, az USA 52. belügyminisztere[109]
- Steve Novick, Portland városbiztosa[110]
- Susan E. Sygall, fogyatékosságjogi aktivista[18]
- Tonie Nathan, a Libertárius Párt társalapítója, az első elektori szavazatot kapott nő[111]

## Képzőművészet és szórakoztatóipar

### Előadó-művészet
- Allan Burns, Emmy-díjas producer[112]
- Ben Masters, színész[113]
- Bryce Zabel, producer[114]
- Chris Bliss, humorista[115]
- Christopher Judge, színész[116]
- Daniel Wu, színész[117]
- David Ogden Stiers, színész[118]
- Dennis Gassner, díszlettervező[119]
- Don Simpson, producer[117]
- Edgar Buchanan, színész[120]
- Eric A. Stillwell, forgatókönyvíró[121]
- Greg Behrendt, humorista[122]
- Heidi Schreck, színész[123]
- Howard Hesseman, színész[124]
- James Ivory, forgatókönyvíró[117]
- James Read, színész[125]
- Jeff Whitty, Tony-díjas forgatókönyvíró[126]
- Joe Hutshing, vágó[127]
- John Clem Clarke, grafikus tervező[128]
- Kaitlin Olson, színész[129]
- Larry Ferguson, producer[130]
- Marissa Neitling, színész[117]
- Pam Coats, producer[131]
- Richard R. Hoover, fénytechnikus[132]
- Rob Urbinati, forgatókönyvíró[133]
- Sam Elliott, színész[134]
- Stephen J. Cannell, producer[135]
- Terence Chang, producer[136]
- Ty Burrell, színész[137]

### Képzőművészet
- Charles Stokes, festő, szobrász[150]
- Eric Norstad, keramikus, szobrász[151]
- Gordon Gilkey, művész, oktató[152]
- Heidi Schwegler, művész[153]
- James Cuno, múzeumigazgató[154]
- Joe Sacco, képregényrajzoló[155]
- John Frohnmayer, a Nemzeti Művészeti Alap igazgatója[156]
- LaVerne Krause, festő[157]
- Ron Wigginton, festő[158]
- Russel Wong, fotóművész[159]
- Susan Lowdermilk, nyomdász[160]
- Suzie Liles, takács[161]

### Zene
- Anthony Brown, dzsesszzenész[162]
- Bill Homans, blueszenész[163]
- Colin Meloy, énekes[* 1]
- Dan Siegel, zeneszerző[165]
- Daniel Levitin, producer, tudós[166]
- Dave Depper, gitáros[167]
- Glen Moore, zeneszerző[168]
- Jerold Ottley, a Salt Lake City-i mormon kórus igazgatója[169]
- Jon Appleton, zeneszerző[170]
- Peter Hollens, énekes és producer[171]
- Ralph Towner, zeneszerző[168]
- Steve Perry, énekes[172]
- Tom Grant, dzsesszzongorista[173]
- Trey Gunn, basszusgitáros[174]

## Média és újságírás
- Abe Walsh, a fegyverszövetség kiadója[175]
- Alex Tizon, Pulitzer-díjas újságíró[176]
- Ann Curry, televíziós műsorvezető[177]
- Jack Faust, műsorvezető, ügyvéd[178]
- John Hockenberry, újságíró[179]
- John Markoff, újságíró[180]
- Kevin McCarey, Emmy-díjas filmrendező[181]
- Lars Larson, rádiós műsorvezető[182]
- Lisa Fletcher, újságíró[183]
- Mark Zusman, újságíró[184]
- Mike Lamond, e-sport-kommentátor[185]
- Nancy Loo, újságíró[186]
- Neil Everett, műsorvezető[187]
- Randy Shilts, újságíró[188]
- Rick Attig, Pulitzer-díjas újságíró[189]
- Ted Natt, Pulitzer-díjas újságíró[190]
- Thomas Hager, újságíró[191]
- Win McCormack, a The New Republic folyóirat tulajdonosa[192]

## Pénzügyek és üzleti élet
- Bill Bowerman, az Oregon Ducks atlétikaedzője, a Nike társalapítója[* 2]
- Bill Trinen, a Nintendo America marketingigazgatója[194]
- Chuck Lillis, a MediaOne elnöke[195]
- Ed Colligan, a Palm, Inc. igazgatója[196]
- Dan Wieden, a Wieden+Kennedy reklámügynökség társalapítója[197]
- Franklin Mieuli, a Golden State Warriors tulajdonosa[198]
- Harry Glickman, a Portland Trail Blazers igazgatója[199]
- Jack Joyce, a Rogue Ales sörfőzde társalapítója[200]
- James Rippey, a Columbia Management társas alapkezelő vezérigazgatója[201]
- Jamie Price, az Advisor Group igazgatója[202]
- Jill Hazelbaker, az Uber kommunikációs igazgatóhelyettese[203]
- Kent Alterman, a Comedy Central igazgatója[204]
- Kurt Widmer, a Widmer Fivérek sörfőzde igazgatója[205]
- Larry Williams, tőzsdeszakértő[206]
- Lila Acheson Wallace, a Reader’s Digest társalapítója[207]
- Michael Jones, a Myspace vezérigazgatója[208]
- Mickey Loomis, a New Orleans Saints vezérigazgatója[209]
- Miguel McKelvey, a WeWork társalapítója[210]
- Monica C. Lozano, az ImpreMedia, LLC vezérigazgatója[211]
- Paul Brainerd, az Aldus alapítója[212]
- Renée James, az Intel igazgatója[213]
- Robert D. Atkinson, az Information Technology and Innovation Foundation elnöke[214]
- Robert Polet, a Gucci elnöke[215]
- Rudy Chapa, a SPARQ Training alapítója[216]
- Phil Knight, a Nike társalapítója[217]
- Scott Bedbury, marketingszakértő[218]
- Stephen Gillett, a Chronicle Security igazgatója[219]
- Tim Berry, a Borland International társalapítója[220]
- Tim Boyle, a Columbia Sportswear vezérigazgatója[221]
- Wallace Campbell, a CARE humanitárius ügynökség alapítója[222]

## Pszichológia, technológia és tudomány
- Amir Aczel, matematikai szerző[223]
- Ann E. Elsner, optometriai kutató[224]
- Anne Fernald, a Stanford Egyetem pszichológusa[225]
- Anthony Leiserowitz, a Yale Egyetem klímaváltozással kapcsolatos kommunikációért felelős igazgatója[226]
- Anthony W. Case, a Parker napszonda napszélmérőinek fejlesztője[227]
- Clifford E. Brubaker, az Észak-Amerikai Rehabilitációs Mérnöki és Segédtechnológiai Társaság elnöke[228]
- Daniel Levitin, a kognitív tudományok kutatója[229]
- David M. Beazley, szoftvermérnök[230]
- Douglas Hofstadter, a kognitív tudományok kutatója[231]
- Esther Pohl Lovejoy, orvos, a portlandi egészségügyi tanács első női tagja[232]
- Geoffrey R. Ball, pszichológus[233]
- Harry F. Noller, biokémikus[234]
- Joseph Takahashi, a cirkadián ritmusokat befolyásoló CLOCK gén felfedezője[235]
- Kent Beck, szoftvermérnök[236]
- Loren Pankratz, pszichológus[237]
- Michael Posner, idegtudós[238]
- N. Gregory Hamilton, pszichiáter, az aktív eutanázia támogatója[239]
- Pamela J. Bjorkman, biokémikus[240]
- PZ Myers, biológus[241]
- Raemer Schreiber, fizikus[242]
- Raymond Delacy Adams, neurológus[243]
- Rebecca Wirfs-Brock, szoftvermérnök[244]
- Richard Gordon, elméleti biológus[245]
- Stanislas Dehaene, számérzékkutató[246]
- Steve Cunningham, a Kaliforniai Állami Egyetem (Stanislaus) professor emeritusa[247]
- Vladimir Rojansky, fizikus[248]
- Walter Brattain, Nobel-díjas fizikus, a tranzisztor egyik feltalálója[249]
- William P. Murphy, orvosi Nobel-díjas, a krónikus vérszegénység kezelésének egyik kidolgozója[250]

## Sport

### Amerikai futball
- A. J. Feeley, NFL quarterback[251]
- Adam Snyder, NFL offensive tackle[251]
- Ahmad Rashad, NFL wide receiver[252]
- Akili Smith, NFL quarterback[252]
- Alex Molden, NFL quarterback[252]
- Anthony Newman, NFL defensive back[252]
- Bill Musgrave, NFL quarterback[251]
- Bob Berry, NFL quarterback[252]
- Brett Salisbury, quarterback[253]
- Brett Young, CFL defensive back[252]
- Bruce Snyder, a California Golden Bears és az Arizona State Sun Devils vezetőedzője[254]
- Casey Matthews, NFL linebacker[255]
- Charles A. Huntington, az Oregon Ducks amerikaifutball-, kosárlabda- és labdarúgóedzője[256]
- Chris Miller, NFL quarterback[252]
- Dan Fouts, NFL quarterback[252]
- Dante Rosario, NFL tight end[251]
- Darron Thomas, quarterback[257]
- Dave Grayson, NFL safety[258]
- Dave Wilcox, NFL linebacker[252]
- De’Anthony Thomas, NFL running back[259]
- Demetrius Williams, NFL wide receiver[251]
- Dennis Dixon, NFL quarterback[260]
- Dick James, NFL running back[261]
- Evan Baylis, NFL tight end[262]
- Fred Quillan, NFL center[252]
- Gary Zimmerman, NFL offensive lineback[252]
- Geoff Schwartz, NFL offensive tackle[251]
- George Martin, NFL defensive end[252]
- George Wrighster, NFL tight end[252]
- Gunther Cunningham, a Kansas City Chiefs vezetőedzője[263]
- Haloti Ngata, NFL defensive tackle[251]
- Igor Olshansky, NFL defensive tackle[264]
- Jack Patera, a Seattle Seahawks vezetőedzője[265]
- Jairus Byrd, NFL safety[266]
- Jeff Maehl, NFL wide receiver[267]
- Jeff Lockie, quarterback[268]
- Joey Harrington, NFL quarterback[269]
- John McKay, a Tampa Bay Buccaneers és a USC Trojans vezetőedzője[270]
- John Nisby, NFL guard[271]
- John Robinson, a Los Angeles Rams és a USC Trojans vezetőedzője[272]
- Jonathan Stewart, NFL running back[251]
- Josh Bidwell, punter[273]
- Josh Huff, NFL wide receiver[274]
- Josh Wilcox, NFL tight end[275]
- June Jones, az SMU Mustangs vezetőedzője[276]
- Kellen Clemens, NFL quarterback[277]
- LaMichael James, NFL running back[278]
- Maurice Morris, NFL running back[279]
- Max Unger, NFL center[251]
- Mel Renfro, NFL cornerback[252]
- Michael Walter, NFL linebacker[252]
- Mike Gaechter, NFL safety[280]
- Mike Nolan, a San Francisco 49ers vezetőedzője[281]
- Norm Van Brocklin, NFL quarterback[252]
- Norv Turner, edző[282]
- Onterrio Smith, NFL halfback[252]
- Patrick Chung, NFL safety[283]
- Reuben Droughns, NFL running back[284]
- Russ Francis, NFL tight end[285]
- Roy Gagnon, NFL guard[286]
- Tony Hargain, NFL wide receiver[287]
- Tuffy Leemans, NFL running back[288]

### Atlétika
- Alberto Salazar, maratonfutó és edző[289]
- Ashton Eaton, világrekorder tízpróbázó[290]
- Brianne Theisen-Eaton, rekordtartó hétpróbázó[291]
- Bill Bowerman, az Oregon Ducks atlétikaedzője, a Nike társalapítója[* 2]
- Bill Dellinger, bronzérmes olimpikon 1964-ben[292]
- Cyrus Hostetler, olimpikon gerelyhajító[293]
- Daniel Kelly, ezüstérmes olimpikon 1908-ban[294]
- Doug Clement, kanadai sprintfutó[295]
- Galen Rupp, ezüstérmes olimpikon 2012-ben[296]
- Harry Jerome, bronzérmes olimpikon 1964-ben[297]
- Joaquim Cruz, aranyérmes olimpikon 1984-ben és ezüstérmes 1988-ban[297]
- Ken Flax, olimpikon kalapácsvető[298]
- Keshia Baker, aranyérmes olimpikon 2012-ben[299]
- Mac Wilkins, világrekorder diszkoszvető[297]
- Mack Robinson, ezüstérmes olimpikon 1936-ban[297]
- Mary Decker, hosszútávfutó[297]
- Martin Hawkins, bronzérmes olimpikon 1912-ben[297]
- Mike Boit, bronzérmes olimpikon 1972-ben[297]
- Otis Davis, aranyérmes olimpikon 1960-ban[297]
- Ralph Hill, ezüstérmes olimpikon 1932-ben[297]
- Steve Prefontaine, hosszútávfutó[297]

### Kosárlabda
- Aaron Brooks, csatár[300]
- Blair Rasmussen, center[301]
- Dillon Brooks, csatár[302]
- Ernie Kent, az Oregon Ducks vezetőedzője[303]
- Fred Jones, csatár[304]
- Greg Ballard, csatár[305]
- Howard Hobson, edző, a Naismith Memorial Hall of Fame tagja[306]
- Jamil Wilson, a Hapoel Jerusalem játékosa[307]
- Jim Barnett, csatár[308]
- Jim Loscutoff, csatár[309]
- Jordan Bell, csatár[310]
- Lauren Gale, a Naismith Memorial Hall of Fame tagja[311]
- Luke Jackson, csatár[312]
- Luke Ridnour, irányító[313]
- Mark Few, a Gonzaga Bulldogs edzője[314]
- Roman Sorkin, izraeli játékos[315]
- Ron Lee, csatár[316]
- Ruthy Hebard, csatár[317]
- Sabrina Ionescu, 2019-ben és 2020-ban az NCAA I-es divízió év játékosa[318]
- Satou Sabally, csatár[319]
- Stan Love, csatár[320]
- Stu Jackson, edző, igazgató[321]
- Terrell Brandon, csatár[322]
- Tom Jernstedt, a Naismith Memorial Hall of Fame tagja[323]
- Tyler Dorsey, az izraeli liga játékosa[324]
- Zollie Volchok, a Seattle SuperSonics vezérigazgatója[325]

### Egyéb
- Ann Bancroft, az első nő, aki gyalog és kutyaszánon elérte az Északi-sarkot[326]
- Ben Crane, golfjátékos[327]
- Bob Hindmarch, a Brit Columbia-i Egyetem testnevelési igazgatója[328]
- Carolyn Wood, olimpikon úszó[329]
- Chael Sonnen, birkózó[330]
- Clare Drake, jégkorongedző[331]
- Dave Jansen, birkózó[332]
- Dave Roberts, baseballjátékos[333]
- Earl Averill, baseballjátékos[334]
- Evan Dunham, birkózó[335]
- Garrett Cleavinger, baseballjátékos[336]
- Gary Wiren, golfjátékos és -edző[337]
- Greg Gibson, birkózó[338]
- Jake Reed, baseballjátékos[339]
- Jimmie Sherfy, baseballjátékos[340]
- Joe Gordon, baseballjátékos[341]
- Martenne Bettendorf, röplabdázó[342]
- Paul Sunderland, olimpikon röplabdázó[343]
- Peter Foley, snowboardedző[344]
- Peter Jacobsen, golfjátékos[345]
- Robert Steadward, a Nemzetközi Paralimpiai Tanács alapítója[346]
- Tom Shaw, golfjátékos[347]
- Tyler Anderson, baseballjátékos[348]
- Wyndham Clark, golfjátékos[349]
- Zack Test, rögbijátékos[350]

## Fordítás
- Ez a szócikk részben vagy egészben  a   List of University of Oregon alumni című angol Wikipédia-szócikk ezen változatának fordításán alapul.  Az eredeti cikk szerkesztőit annak laptörténete sorolja fel. Ez a jelzés csupán a megfogalmazás eredetét és a szerzői jogokat jelzi, nem szolgál a cikkben szereplő információk forrásmegjelöléseként.